# Pehr Malm
Pehr Malm, född 17 juni 1768 i Jakobstad, död där 2 januari 1827, var en finländsk köpman. Han var son till Niclas och Maria Malm. 
Malm fortsatte faderns rederiverksamhet, men fartygen gick alltmer i trampfart mellan utländska hamnar. Han var kulturmedveten och hade utländsk konst och ett bibliotek på flera hundra band i sitt hem, något som var sällsynt för en borgare under hans tid. Tsar Alexander I av Ryssland gjorde ett besök i Malms hem 1819. Under sina sista levnadsår led Malm förluster på grund av ökande konkurrens och skeppsbrott. Efter hans död såldes handelshusets tillgångar på exekutiv auktion. Han tilldelades kommerseråds titel 1812.